# Ataques de Crimea
A partir de julio de 2022, se produjeron una serie de explosiones e incendios en la península de Crimea ocupada por Rusia, desde donde el ejército ruso había lanzado su ofensiva en el sur de Ucrania durante la invasión rusa de Ucrania. Ocupada desde 2014, Crimea fue una base para la posterior ocupación rusa del Óblast de Jersón y la ocupación rusa del Óblast de Zaporizhzhia. El gobierno ucraniano no ha aceptado la responsabilidad de todos los ataques.

Mapa de Crimea y sus Principales Ciudades

Vladímir Putin ha llamado a Crimea un "lugar sagrado" y una "tierra santa".. El vicepresidente del Consejo de Seguridad de Rusia, Dmitry Medvédev, declaró en julio de 2022 que la consecuencia de un ataque a Crimea será que "el Día del Juicio llegará para todos ellos a la vez. Muy rápido y pesado. Será muy difícil de ocultar".

## Línea de tiempo

### 2022

#### Julio
En la mañana del 31 de julio, un dron con un artefacto explosivo atacó el cuartel general de la Flota del Mar Negro en Sebastopol. 6 personas resultaron heridas. Debido al ataque a la ciudad, todas las festividades con motivo del Día de la Marina fueron canceladas.  Los funcionarios ucranianos negaron su participación en el ataque, pero señalaron la debilidad del sistema de defensa aérea de Rusia en Crimea.

#### Agosto
El 9 de agosto se produjeron una serie de grandes explosiones en la base aérea de Saky, en la ciudad de Novofedorivka, Crimea. Según se informa, una persona murió and 13 were injured. y 13 resultaron heridas.  Según imágenes de satélite, 7 aviones fueron destruidos y 3 resultaron dañados. La base militar había sido tomada por las fuerzas rusas durante la anexión de Crimea en 2014. Al principio Ucrania negó cualquier responsabilidad ante el asistente presidencial, Mykhailo Podolyak, diciendo: "Por supuesto que no. ¿Qué tenemos que ver nosotros con esto?" Más tarde, el comandante de las fuerzas ucranianas, Valeriy Zaluzhnyi, afirmó que se había tratado de un ataque con cohetes ucraniano.
Los días 16 y 17 de agosto, las Fuerzas Armadas de Ucrania supuestamente llevaron a cabo una serie de actos de sabotaje en el distrito de Dzhankoi en un depósito de municiones cerca de la aldea de Majskoye y en una subestación eléctrica en el propio Dzhankoi. Dos personas resultaron heridas. Según el alcalde de Melitopol, Ivan Fedorov, tras las explosiones, las autoridades ocupantes de Crimea iniciaron una evacuación.  Según los informes, alrededor de 2.000 personas fueron evacuadas. Sergey Aksyonov, uno de los jefes de las autoridades rusas en Crimea, anunció la contención de una zona en un radio de 5 km desde el epicentro de la explosión y la evacuación de la población de esta zona.
En la mañana del 21 de agosto se escucharon explosiones en Sebastopol; las autoridades de Crimea afirmaron que se trataba de una obra de la defensa aérea.  Al día siguiente, se produjeron nuevamente explosiones en la ciudad y las autoridades de ocupación anunciaron que un dron había sido derribado. El 23 de agosto se escucharon varias explosiones, el sistema de misiles antiaéreos también explotó cerca de la ciudad, el gobernador de Sebastopol, Mijaíl Razvozhayev, afirmó que un dron fue derribado sobre el mar. El 26 de agosto, se activó el sistema de defensa antiaérea en la aldea de Novoozerne, cerca de Eupatoria.

#### Septiembre
El 7 de septiembre se produjeron varias explosiones en Eupatoria. Las autoridades de ocupación de la Federación Rusa en la región anunciaron la activación de la defensa aérea y la destrucción de varios drones.
El 21 de septiembre, se descubrió un dron marítimo en la playa de Soldatsky en la bahía de Kozacha, Sebastopol. Fue examinado, luego remolcado mar adentro y volado.
El 26 de septiembre se produjeron una serie de explosiones en Yalta, Gurzuf y Simferopol; al parecer, durante las explosiones se activaron sistemas antiaéreos.

#### Octubre
El 1 de octubre se produjeron explosiones en el aeropuerto militar de Belbek, cerca de Sebastopol; el sistema de defensa aérea supuestamente derribó un dron en la zona. 
En la madrugada del 8 de octubre de 2022, en el contexto de la invasión rusa de Ucrania, se produjo una explosión repentina en la calzada del puente de Crimea, causando el colapso de dos tramos del tablero del puente carretero. La explosión también provocó la ignición de siete vagones cisterna de un tren que circulaba por el puente ferroviario, iniciando un gran incendio.
Putin afirmó que el ataque al puente fue la razón de los ataques con misiles de octubre de 2022 contra Ucrania. El 27 de octubre, una central eléctrica en Balaklava, región de Sebastopol, fue presuntamente atacada, causando daños menores; no se registraron víctimas.
En la mañana del 29 de octubre de 2022, el gobernador ruso de Sebastopol en la Crimea ocupada, Mykhailo Razvozhaev, anunció el ataque con drones a los barcos de la Flota del Mar Negro de la Federación Rusa, que se encuentran en las aguas de la bahía de Sebastopol. Rozvozhayev calificó este ataque como el más grande desde el 24 de febrero, el día en que comenzó la invasión rusa de Ucrania. Según Razvozhaev, en la operación participaron nueve drones y siete vehículos aéreos no tripulados marinos autónomos.
Según el TASS ruso, a las 4:20 a. m. del 29 de octubre, se escuchó una fuerte explosión, luego de lo cual se escucharon varios "bangs" más. Los canales de Telegram comenzaron a difundir videos que mostraban humo negro sobre Sebastopol y escuchaban explosiones.
El Ministerio de Defensa de Rusia informó que, como resultado del ataque, el dragaminas Ivan Golubets resultó dañado, así como el bombardeo en la bahía de Yuzhnaya. El Ministerio de Defensa ruso declaró que los barcos atacados estaban "involucrados en garantizar la seguridad del corredor de granos como parte de la exportación de alimentos desde los puertos ucranianos".
Los canales de telegramas ucranianos informaron que 4 buques de guerra rusos podrían haber resultado dañados durante el ataque, incluida la fragata Almirante Makarov, desde la cual las tropas rusas lanzaron misiles Kalibr contra objetivos en el territorio de Ucrania. Desde este barco, en particular, se realizó un ataque a Vínnitsa el 14 de julio de 2022.

#### Noviembre
El 22 de noviembre se registraron varias explosiones en Sebastopol, los testigos informaron de que se activaron los sistemas antiaéreos y, a consecuencia de ello, hubo que interrumpir el tráfico marítimo. Los funcionarios locales informaron más tarde que dos drones habían sido destruidos durante el presunto ataque y que otro ataque había sido repelido sobre el Mar Negro; no se reportaron víctimas ni daños significativos

#### Diciembre
El 10 de diciembre, se informó de explosiones en Sebastopol y, según informes, se activaron sistemas antiaéreos. El 30 de diciembre, se informó una vez más de explosiones en Sebastopol, sistemas antiaéreos y aviones rusos interceptaron un cohete sobre el mar.

### 2023

#### Enero
El 2 de enero, se informó de explosiones en Sebastopol, se activaron sistemas antiaéreos y se informó que dos drones fueron destruidos sobre el mar, según las autoridades rusas. El 3 de enero, se informó de nuevas explosiones en Dzhankoi, se habrían activado sistemas antiaéreos y los testigos también informaron de la destrucción de algún tipo de "objetivo".  El 15 de enero, se informó de más explosiones en Sebastopol, se activaron sistemas antiaéreos y supuestamente destruyeron un dron sobre la bahía de Sebastopol, según las autoridades locales.

#### Febrero
El 3 de febrero de 2023, el gobierno de los Estados Unidos anunció un paquete de ayuda para Ucrania que incluiría la bomba de pequeño diámetro lanzada desde tierra (GLSDB), que puede lanzarse desde los lanzadores HIMARS o MLRS existentes operados por Ucrania (o desde su propio lanzador). para alcanzar objetivos rusos que habían sido movidos fuera del alcance del GMLRS. El GLSDB casi duplica el alcance al que Ucrania podría apuntar anteriormente con estos lanzadores (150 km (93 mi) frente a 85 km (53 mi) con GMLRS).
Esto "pondrá a su alcance todas las líneas de suministro de Rusia en el este de [Ucrania], así como parte de Crimea ocupada por Rusia", según Reuters. "Rusia está utilizando Crimea como una gran base militar desde la cual envía refuerzos para sus tropas en el frente sur", dijo el analista militar ucraniano Oleksandr Musiyenko. "Si tuviéramos una (munición) de 150 kilómetros, podríamos alcanzarla e interrumpir la conexión logística con Crimea." Se ha especulado que el GLSDB podría permitir a Ucrania atacar el aeródromo de Dzhankoi en el norte de Crimea, descrito como el centro logístico del ejército ruso. Dzhankoi es un centro ferroviario y de carreteras crítico en la red de suministro que Rusia ha estado utilizando en su ataque a Ucrania  y, junto con sus áreas circundantes, ha sido descrita como la base militar rusa más grande en Crimea. Ucrania controla el territorio al otro lado del río Dnieper desde Nova Kakhovka   (cerca de donde comienza el Canal del Norte de Crimea).
La distancia entre Nova Kakhovka y Dzhankoi es de 141 km (88 millas). También se ha estimado que si Ucrania fuera capaz de avanzar hasta Prymorsk en su costa sur, esto pondría el puente de Crimea sobre el estrecho de Kerch dentro del alcance del GLSDB.
Este puente constituye la principal ruta de suministro para las bases militares rusas en Crimea y para las fuerzas rusas en el sur de Ucrania.

#### Marzo
El 4 de marzo se escucharon explosiones en el distrito ocupado de Simferopol y, según informes, un dron fue derribado sobre la aldea de Hvardiiske; no hubo confirmación oficial de los informes por parte de las autoridades locales.
El Ministerio de Defensa de Ucrania dijo el 20 de marzo que los misiles de crucero rusos "Kalibr-KN" que se transportaban en tren en Dzhankoi fueron destruidos en un ataque con misiles en la Crimea ocupada por Rusia; el ataque también dañó gravemente el sistema ferroviario de la región. El jefe de Crimea instalado por Rusia, Sergei Aksyonov, confirmó que hubo un ataque y que se activó el sistema de defensa aérea de la región. Oleg Kryuchkov, asesor de Aksyonov, afirmó que el ataque con drones estaba dirigido a objetivos civiles. Las autoridades locales declararon el estado de emergencia tras el ataque.
El 22 de marzo, se informó de explosiones durante la noche en la bahía de Sebastopol, supuestamente se cortó la electricidad como resultado de estas explosiones, los civiles informaron haber escuchado varios "disparos" y explosiones sobre la bahía durante la noche y la mañana, se alegó que estos fuertes sonidos eran los Como resultado de un ataque con aviones no tripulados, los canales de telegramas locales informaron de un posible ataque por parte de vehículos aéreos no tripulados y vehículos estadounidenses, con un vehículo aéreo no tripulado presuntamente derribado; El tráfico marítimo fue interrumpido tras el presunto ataque.

#### Abril
as imágenes de satélite tomadas el 25 de abril de 2023 de una base militar rusa en Medvedivka, distrito de Dzhankoi, mostraron que los vehículos blindados y la artillería presentes en esta zona en octubre de 2022 y en enero de 2023 ya no estaban presentes. Los expertos han conjeturado que esto puede estar relacionado con operaciones defensivas antes de una esperada contraofensiva ucraniana.
Las fuerzas ucranianas probablemente atacaron una instalación de almacenamiento de petróleo en la bahía de Kozacha, Sebastopol, el 29 de abril. El gobernador de ocupación de Sebastopol, Mijaíl Razvozhaev, dijo que el incendio resultante se había extendido a más de 1.000 metros cuadrados. Las imágenes mostraron un gran incendio en la instalación de almacenamiento.
El ejército ucraniano advirtió que esto era el preludio de una ofensiva de primavera muy esperada.

#### Mayo
El 11 de mayo de 2023 se anunció que el Reino Unido estaba enviando "varios" misiles de crucero Storm Shadow lanzados desde el aire a Ucrania. Esta arma tiene un alcance oficial "superior" a 250 km (160 millas).250 kilómetros (155,3 mi). Si bien esto no alcanza el alcance de 300 km (190 millas) de los ATACMS fabricados en EE. UU.,  permitiría que un misil Storm Shadow disparado por Ucrania desde un avión que vuela sobre la ciudad de Jersón llegue a la base naval rusa de Sebastopol en el sur de Crimea. , sede de la Flota rusa del Mar Negro (distancia 245 km (152 millas)). (distance 245 kilómetros (152,2 mi)).

#### Julio
En la madrugada del 17 de julio de 2023, en el contexto de la invasión rusa de Ucrania, se produjeron dos explosiones en la calzada carretera del puente de Crimea, causando grandes daños en la misma y provocando la interrupción del tráfico rodado por el puente.
El puente ya había sido dañado por una gran explosión en octubre de 2022.

#### Agosto
El 23 de agosto, GRU publicó un vídeo de un sistema de misiles ruso S-400 en Olenivka, Crimea, 120 kilómetros al sur de Jersón, siendo alcanzado por misiles ucranianos, lo que provocó su destrucción total y la muerte de varios militares rusos en las cercanías.
El 24 de agosto, Día de la Independencia de Ucrania, el HUR anunció que los servicios de inteligencia de la Fuerza Aérea y la Armada estaban involucrados en una operación especial cerca de las ciudades de Mayak y Olenivka en la península de Tarkhankut, en la que se produjo un aterrizaje anfibio y un despliegue aéreo de personal ucraniano en Crimea. El HUR anunció que todos los objetivos de la operación se completaron, las fuerzas rusas sufrieron bajas y que la bandera del estado ucraniano ondeó una vez más sobre la península de Crimea.

#### Septiembre
El 13 de septiembre, un ataque ucraniano a la base naval rusa de Sebastopol dañó dos buques de guerra rusos. Según varias fuentes, el ataque se llevó a cabo utilizando misiles de crucero Storm Shadow, que están diseñados para penetrar profundamente en sus objetivos e infligir el máximo daño en un proceso de dos fases. Los expertos han concluido a partir de fotografías que el Minsk, un gran barco de desembarco de clase Ropucha, sufrió daños irreparables. También resultó dañado el Rostov del Don, un submarino clase Kilo de 300 millones de dólares. Se han publicado fotografías en Internet.
El 22 de septiembre, Ucrania atacó el cuartel general de la flota rusa del Mar Negro.  HUR informó que la operación decapitó efectivamente al comando ruso, dejando muertos a docenas de oficiales de alto rango "incluidos los altos dirigentes de la flota".  Según el ejército de Ucrania, el ataque con misiles tuvo como objetivo una reunión del "Después del ataque al cuartel general de la Flota rusa del Mar Negro, 34 oficiales murieron, incluido el comandante de la Flota rusa del Mar Negro", dijeron. También afirmaron que el ataque hirió al menos a otros 100 oficiales y personal ruso.
El 25 de septiembre de 2023, las autoridades rusas anunciaron que demolerían el actual cuartel general de la Flota del Mar Negro.

### 2024

#### Enero
El 4 de enero de 2024, Ucrania dijo que había atacado dos objetivos militares rusos en Crimea.
El 6 de enero, la Fuerza Aérea de Ucrania dijo que había destruido un centro de mando ruso en la base aérea de Saky.
El día 31 de enero de 2024, Las Fuerzas Armadas de Ucrania han confirmado ataque aéreo contra la base aérea rusa de Belbek ubicada al noreste de la ciudad de Sebastopol, en la península de Crimea ocupada, cercano al Aeropuerto Internacional de Sebastopol.

#### Febrero
Vehículos de superficie no tripulados ucranianos hunden la corbeta de misiles clase Tarantul RFS 954 Ivanovets en la bahía de Donuzlav.
Las Fuerzas Armadas de Ucrania afirma haber hundido el Barco de desembarco ruso Tsézar Kunikov frente a la costa de Katsiveli, Crimea. Un vídeo parece mostrar el barco siendo atacado por drones de superficie no tripulados.

#### Marzo
El 5 de marzo, el barco patrullero ruso Sergey Kotov, junto con un helicóptero a bordo, fue hundido por aviones no tripulados navales ucranianos cerca del estrecho de Kerch. La Dirección Principal de Inteligencia (Ucrania) dijo que siete tripulantes rusos murieron. El puente de Crimea fue cerrado al tráfico debido a que aviones no tripulados ucranianos y aviones no tripulados marítimos atacaron Kerch.
El ejército ucraniano lanzó un ataque "masivo" con misiles contra la base naval de Sebastopol el 23 de marzo.  Un centro de comunicaciones de la Flota del Mar Negro fue alcanzado por tres misiles Storm Shadow.  El ejército de Ucrania dijo que los ataques dañaron tres barcos de desembarco rusos: el Yamal, el Azov y el Konstantin Olshansky. Según informes, el barco espía Ivan Khurs también resultó dañado.

#### Abril
El movimiento partisano Atesh, integrado por ucranianos de Crimea que luchan en la clandestinidad contra la ocupación rusa, reivindicó en su canal de Telegram un ataque perpetrado contra un aeródromo militar de la península en el que fue destruido un sistema antiaéreo móvil S-400 y un puesto de mando del lugar.

#### Mayo
En las primeras horas del 15 de mayo, Ucrania lanzó un ataque con misiles contra la base aérea de Belbek, que supuestamente destruyó dos aviones de combate MiG-31 en tierra, provocó un incendio en un depósito de combustible y lubricante que daba servicio a la base aérea e hirió a 11 soldados. Un ataque posterior destruyó el componente de lanzamiento de un sistema de defensa aérea S-400 cerca de la aldea de Vyshneve (a unos 70 kilómetros de Belbek), matando a dos soldados rusos. El gobernador de Sebastopol designado por Rusia, Mikhail Razvozhayev, declaró que en el ataque se utilizaron misiles ATACMS de fabricación estadounidense, pero dijo que todos los misiles fueron interceptados con éxito por las defensas aéreas rusas.
Las fuerzas ucranianas alcanzaron el pasado 19 de mayo un buque portamisiles ruso en el puerto del mar Negro de Sebastopol, El canal de Telegram Krimski Veter, que cubre acontecimientos censurados en Rusia que tienen lugar en la Crimea ocupada, informó el mismo 19 de mayo de 2024 de un ataque contra el Ciclón con dos misiles balísticos estadounidenses ATACMS contra el buque Ciclón en el que habrían muerto seis marinos rusos y otros 11 habrían resultado heridos. Las autoridades rusas de Crimea negaron las informaciones y aseguraron que el ataque no había causado daños ni víctimas.
Dos civiles han muerto en Crimea por un ataque con misiles lanzado por Ucrania durante la noche del 23 de mayo de 2024 en la península anexionada ilegalmente por Rusia.Así lo informaron las autoridades rusas de la ocupada Crimea en una publicación en Telegram, en la que el gobernador, Serguéi Axiónov, precisó que el ataque se produjo en la región de Simferópol, el principal centro administrativo de la península. Las fuerzas ucranianas también alcanzaron un edificio cerca de Alushta, en la costa del mar Negro de Crimea. Rusia dice que las instalaciones estaban vacías, mientras que el grupo insurgente Atesh, integrado por ucranianos contrarios a la ocupación rusa en Crimea, ha informado de múltiples víctimas. 

#### Junio
El 23 de junio de 2024, Ucrania lanzó un bombardeo con misiles ATACMS hacia Sebastopol. Fragmentos de misil impactaron en una playa, matando a 5 personas e hiriendo a 151 más. Rusia responsabilizó a Estados Unidos y prometió que habrá una respuesta. 